# Virola carinata

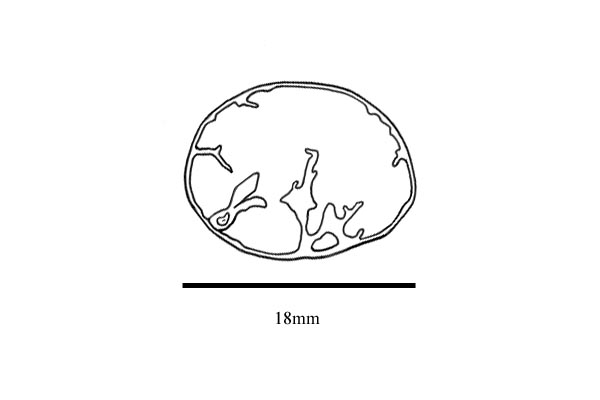
Embryo of V. carinata

Virola carinata là một cây gỗ thường xanh nhiệt đới vùng Tân Thế giới, thuộc họ Myristicaceae là loài bản địa của Colombia, Venezuela và Brasil (Amazonas và Rondônia).
Khi trưởng thành nó đạt tới chiều cao khoảng 30m và quả có dạng hình gần cầu, dài 16–20 mm và đường kính 17–19 mm, tạo thành chùm quả từ 4 đến 12 quả.